# Château de Riggisberg
Le château de Riggisberg est un château situé sur le territoire de la commune bernoise de Riggisberg, en Suisse.

## Histoire
Le château de Riggisberg a été une possession de la famille homonyme nommée pour la première fois en 1140. En 1337, il passe dans les mains de la famille d'Erlach qui le conservera 414 ans. En 1700, Albrecht von Erlach adjoint une nouvelle maison de maître (appelée « château haut ») à l'ancien bâtiment (qui prend alors le nom de (« château long »).
En 1798, le château devient la propriété de Karl Friedrich Steiger qui le revend en 1869 à son cousin Robert Pigott. Ce dernier le cède aux autorités locales en 1880 qui le transforment en asile, puis en centre administratif. En 1939, le château originel est détruit et remplacé par un nouveau bâtiment dont le toit brûlera en 1970.
De nos jours, le château est inscrit comme bien culturel d'importance régionale.

## Source
- (de) Cet article est partiellement ou en totalité issu de l’article de Wikipédia en allemand intitulé « Schloss Riggisberg » (voir la liste des auteurs).